# Cinco Paul
Cinco Paul est un scénariste, producteur, compositeur et réalisateur américain, né le 5 mai 1964 à Phoenix en Arizona. 
Il travaille actuellement pour Illumination Entertainment et en général en collaboration avec Ken Daurio. Il est aussi co-créateur avec ce dernier de la série musicale Schmigadoon!, diffusée sur AppleTV+, dont il a composé les chansons.

## Filmographie

### Scénariste
- 1997 : Dany, le chat superstar
- 2001 : Bubble Boy
- 2002 : Hyper Noël
- 2003 : Special
- 2006 : Wo ist Fred?
- 2008 : Papa, la Fac et moi
- 2008 : Horton
- 2010 : Moi, moche et méchant
- 2010 : Orientation Day
- 2011 : Hop
- 2012 : Le Lorax
- 2012 : Wagon Ho!
- 2012 : Serenade
- 2012 : Forces of Nature
- 2013 : Moi, moche et méchant 2
- 2015 : Minions: Mini-Movie - Competition
- 2016 : Comme des bêtes
- 2016 : Weenie
- 2017 : Moi, moche et méchant 3
- 2021-2023 : Schmigadoon!
- 2022 : Jelly Jamm: le film
- 2022 : Les Minions 2 : Il était une fois Gru

### Réalisateur
- 2003 : Special
- 2016 : Weenie

### Acteur
- 2000 : Eh mec ! Elle est où ma caisse ? : le conseiller du camp
- 2001 : Bubble Boy : Todd
- 2003 : Special : le deuxième chanteur

### Producteur
- 2012 : Le Lorax
- 2012 : Wagon Ho!
- 2012 : Serenade
- 2012 : Forces of Nature
- 2020 : Les Minions 2
- 2021 : Moi, moche et méchant 4
- 2021-2023 : Schmigadoon!